# 刺枝菝葜
刺枝菝葜（学名：Smilax horridiramula）为百合科菝葜属下的一个种。

## 扩展阅读
- 維基物種上的相關：刺枝菝葜